# Заєць (сузір'я)

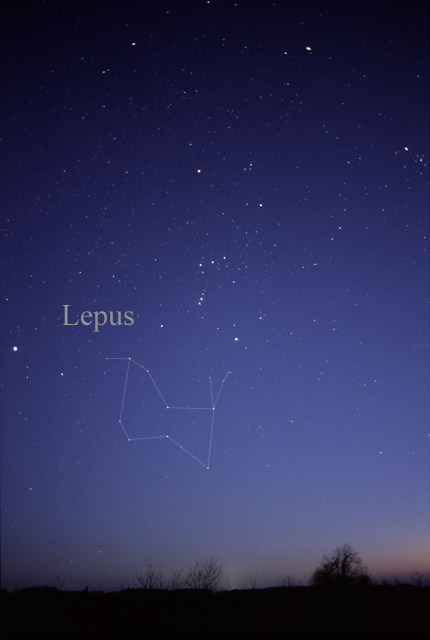
Заєць неозброєним оком.

За́єць (лат. Lepus) — сузір'я південної півкулі неба, розміщене на південь від Оріона. Містить 51 зорю, видиму неозброєним оком. Спостерігається на території України, на півдні видиме найкраще.
Сузір'я Зайця відоме з стародавніх часів, включене до каталогу зоряного неба Альмагест давньогрецького астронома Клавдія Птолемея. Проте точне походження назви невідоме. Існує непідтверджена версія, що Заєць є здобиччю мисливця Оріона.

## Астеризм
Головні зірки сузір'я (α, β, γ, δ) утворюють чотирикутник, відомий під назвами: Трон Оріона і Верблюди, що гамують спрагу.

## Зорі та інші цікаві об'єкти
- Зоря R Зайця — змінна зоря типу мірид, також відома під назвою Малинова зоря Гайнда.
- Тьмяне кулясте скупчення M 70 — єдиний об'єкт з каталогу Мессьє, який міститься у сузір'ї Зайця.

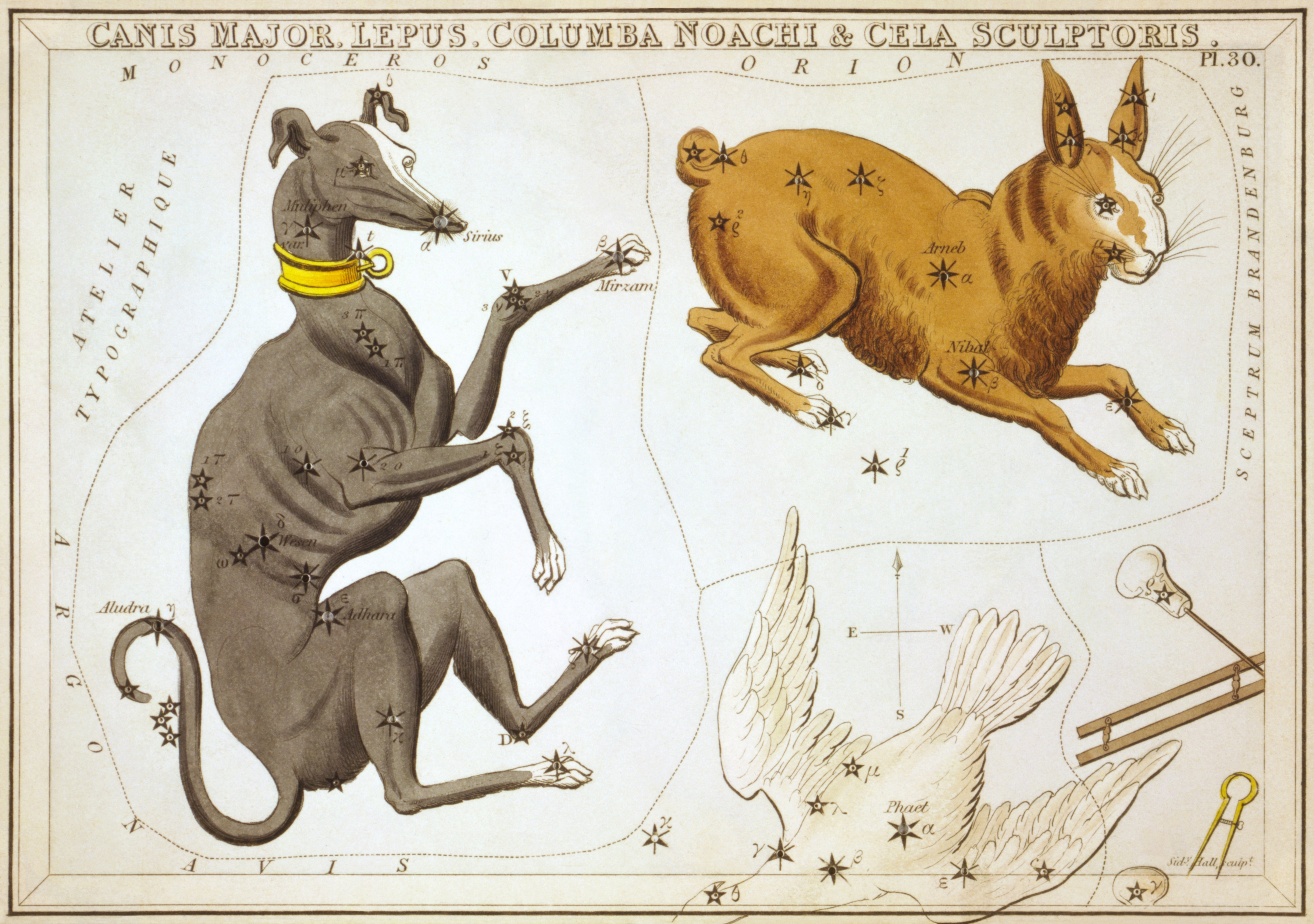
Сузір'я Зайця, Великого Пса, Ноєвої Голубки та Скульпторового Різця із «Дзеркала Уранії», набору карток сузір'їв опублікованого в Лондоні, бл. 1825 року.